# (32187) 2000 NR23
2000 NR23 (asteroide 32187) é um asteroide da cintura principal. Possui uma excentricidade de 0.16622460 e uma inclinação de 1.01774º.
Este asteroide foi descoberto no dia 5 de julho de 2000 por Spacewatch em Kitt Peak.